# Brachypeza
Brachypeza é um género botânico pertencente à família das orquídeas (Orchidaceae).